# Stari grad Tušćak
Stari grad Tušćak je utvrda u ruševnom stanju u naselju Kravljak koji se nalazi u sastavu grada Samobora.

## Opis
Stari grad Tušćak smješten je na nižem od dva hrpta brijega u istočnom Žumberku, blizu sela Kravljak, iznad potoka Bregane. Sastoji se od dvije kule, građene od kamenih ploča, debljine zida oko 1,50 m. Uglovi su ojačani velikim tesanim blokovima. Prva kula nije nikada dovršena. U drugoj je stanovao vlasnik i vjerojatno vojnička posada, na što ukazuju nalazi. Ova kula je gorjela, a po zatečenim slojevima imala je dva kata i drveni krov. U nju se ulazilo drvenim stepenicama u visini prvog kata, međukatovi su bili od drvenih greda, a pokrov od šindre. Stari grad Tušćak karakterističan je burg 13. stoljeća i tipološki je jedinstven jer se nije dalje razvijao kao suvremenici Okić i Samoborski grad.

## Zaštita
Pod oznakom Z-1137 zavedena je kao nepokretno kulturno dobro – pojedinačno, pravna statusa zaštićena kulturnog dobra, klasificirano kao "arheološka baština".